# Mahogni (Swietenia)
 Denne artikel omhandler træslægten Mahogni. Opslagsordet har også en anden betydning, se Mahogni (tømmer).
Mahogni (Swietenia) er en slægt med tre arter, som er udbredt i Caribien, Mellemamerika og Sydamerika. Det er mellemstore til store, løvfældende (eller delvist løvfældende) træer. Bladene er ligefinnede med 3-6 par småblade. Blomstringen sker i åbne stande, der består af små enkeltblomster, der har fem hvide til grønligt-lysegule kronblade. Frugten er en pæreformet, femrummet kapsel med mange, vingede frø. Her nævnes alle de tre arter, da de alle har stor økonomiske værdi i Danmark.
| Arter |

- Bredbladet mahogni (Swietenia macrophylla) = "Hondurasmahogni"
- Swietenia humilis = "Stillehavsmahogni"
- Ægte mahogni (Swietenia mahagoni) = "Cubamahogni"